# Enzo Maresca
Enzo Maresca (Pontecagnano Faiano, 10 febbraio 1980) è un allenatore di calcio ed ex calciatore italiano di ruolo centrocampista, tecnico del Chelsea.

## Biografia
Nato a Pontecagnano Faiano, in provincia di Salerno, è cresciuto e vissuto a Salerno. Inizia a giocare a calcio sin da bambino,  frequentando il campo dell’oratorio dei Cappuccini nel quartiere salernitano del Carmine.
Ora è sposato con la spagnola Maria Jesus Pariente, conosciuta quando giocava per il Siviglia e con la quale ha avuto quattro figli.

## Caratteristiche

### Giocatore
Poteva giocare in tutti i ruoli del centrocampo, con particolare preferenza per quello di regista con caratteristiche offensive. Era dotato di personalità, tecnica e visione di gioco, oltre a essere abile nel tirare le punizioni.
Emiliano Mondonico, suo allenatore alla Fiorentina nella stagione 2004-2005, lo definì «un centrocampista di movimento con ottima tecnica e dotato di grande capacità tattica. Fa della consistenza fisica e del girovagare per il campo due delle caratteristiche principali. Sicuramente stiamo parlando di un giocatore completo perché è in grado di garantire un ottimo apporto in entrambe le fasi, specie in quella offensiva, essendo bravissimo nello scegliere i tempi di inserimento».

## Carriera

### Giocatore

#### Gli inizi
Cresciuto nelle giovanili del Milan prima e in quelle del Cagliari poi, nell'estate 1998 lascia l'Italia e si trasferisce agli inglesi del West Bromwich Albion, squadra militante in Premier League. Con la formazione delle Midlands Occidentali disputa un campionato e mezzo, inizialmente come riserva e poi, nella sua seconda stagione, da titolare; totalizza 47 presenze e 5 gol e diventa uno dei beniamini della tifoseria.

#### Juventus e vari prestiti
Nel gennaio 2000, a 19 anni, torna in Italia, acquistato dalla Juventus per 10 miliardi di lire; con i bianconeri esordisce in Serie A il 12 marzo 2000, nella vittoria per 2-0 sul campo del Piacenza, e rimane la sua unica apparizione stagionale.
Nell'ottobre 2000 viene ceduto in prestito al Bologna, con cui disputa 23 partite; la stagione è negativa, anche a causa di problemi con l'allenatore Francesco Guidolin e i compagni di squadra.
La stagione successiva torna alla Juventus, ma è poco impiegato totalizzando solo 16 presenze in campionato più altre 12 partite tra Coppa Italia e Champions League: il 24 febbraio 2002 riesce comunque a segnare il suo primo gol in Serie A, quello del decisivo 2-2 contro il Torino, una rete peraltro rimasta nella storia del derby della Mole per l'irriverente esultanza-sfottò rivolta ai concittadini granata. L'anno seguente è ceduto in compartecipazione al Piacenza dove, nonostante la retrocessione degli emiliani, si fa notare con 9 reti in 31 partite.
Riscattato dalla Juventus, è impiegato con maggior regolarità da Marcello Lippi nella stagione 2003-2004: 29 presenze e 4 gol tra Serie A, Coppa Italia e Champions League. A fine stagione è messo sul mercato per contrasti sul rinnovo del contratto, quindi si trasferisce in comproprietà alla Fiorentina, neopromossa in Serie A. Con i viola disputa 25 partite di campionato con 5 reti, senza convincere. A fine stagione, insieme al compagno di squadra Fabrizio Miccoli, è riscattato alle buste dalla Juventus.

#### Siviglia, Olympiakos e Malaga

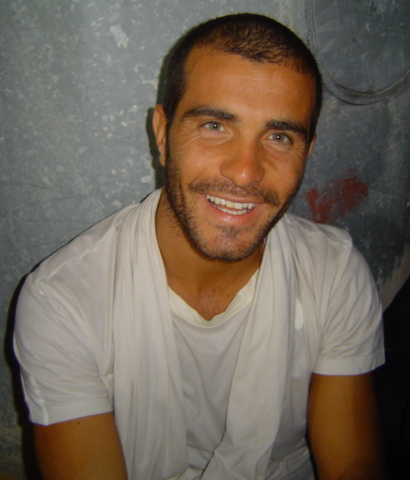
Enzo Maresca nel 2008

Non rientrando nei piani tecnici del nuovo allenatore Fabio Capello, nell'estate 2005 si trasferisce al Siviglia: pur condizionato da un infortunio al tendine d'Achille nella sua prima stagione, con il club andaluso vince due Coppe UEFA, una Supercoppa Europea, una Coppa del Re e una Supercoppa di Spagna. Nella Coppa UEFA 2005-2006 segna una doppietta nella finale vinta per 4-0 contro il Middlesbrough, venendo nominato miglior giocatore della partita. Tre mesi dopo realizza su rigore anche la rete del definitivo 3-0 nella finale della Supercoppa Europea vinta ai danni del Barcellona. Con gli andalusi Enzo in quattro stagioni e 141 presenze mette a segno 21 gol, ottenendo come miglior risultato in campionato il terzo posto nell'edizione 2006-2007.
Dopo aver perso il posto da titolare nelle due ultime stagioni in Spagna, anche a causa di alcuni problemi fisici, l'11 luglio 2009 si trasferisce ai greci dell'Olympiacos per 5 milioni di euro. Vi disputa da titolare l'intera stagione 2009-2010, con 24 presenze e 5 reti in campionato, e l'inizio dell'annata successiva, nella quale disputa le prime quattro partite (valide come turni preliminari dell'Europa League). Il 30 agosto 2010 decide di rescindere il contratto con la squadra del Pireo, rinunciando a due milioni di euro di ingaggio, a causa della mancanza di stimoli.
Da ottobre 2010 si allena con la Primavera della Fiorentina, ma a dicembre 2010 è ingaggiato dal club spagnolo del Málaga. Esordisce con la nuova maglia il 5 gennaio 2011 nella partita di Coppa del Re Malaga-Siviglia (0-3), subentrando ad Apoño al 45'.
A Málaga ha giocato 42 partite tra campionato e coppe, mettendo a segno 4 gol.

#### Sampdoria e Palermo
Il 30 agosto 2012 ritorna in Italia accasandosi alla Sampdoria. Fa il suo esordio il 2 settembre nella partita in casa vinta per 2-1 contro il Siena colpendo anche una traversa su calcio piazzato, e il 6 ottobre, nella sconfitta per 2-1 contro il ChievoVerona, realizza il primo gol in blucerchiato su calcio di punizione. Con l'arrivo del nuovo allenatore, Delio Rossi, perde il posto da titolare a beneficio di Nenad Krsticic; con quest'ultimo ha anche avuto delle frizioni. Termina la stagione in blucerchiato con 16 presenze e 3 gol.
Pur rimanendo sotto contratto con la Sampdoria, nella stagione 2013-2014 è inizialmente messo fuori squadra insieme a Simon Poulsen; il successivo 1º ottobre è reintegrato in rosa.
Il 23 novembre, con l'arrivo di Siniša Mihajlović, è inserito nella lista dei convocati della prima squadra per l'incontro di campionato Sampdoria-Lazio (1-1) e subentra al 93' ad Angelo Palombo.
Il 15 gennaio 2014 viene acquistato a titolo definitivo dal Palermo, su espressa richiesta del tecnico Giuseppe Iachini. Esordisce alla prima partita utile, giocando titolare in Palermo-Modena (0-0) della prima giornata di ritorno. Il 3 maggio 2014, dopo la vittoria contro il Novara per 1-0 in trasferta, ottiene la promozione in Serie A – con annessa vittoria del campionato – con cinque giornate d'anticipo. Chiude la stagione con 13 presenze in campionato.
Il 15 settembre 2014 è stato operato a causa di un'appendicite acuta, tornando in campo in Juventus-Palermo (2-0) da subentrato.
Il 3 dicembre 2015 viene messo fuori rosa, insieme a Luca Rigoni e Fabio Daprelà, per alcune divergenze con il presidente Maurizio Zamparini a seguito della sconfitta casalinga 2-3 contro l'Alessandria nel quarto turno di Coppa Italia. Il 12 gennaio 2016 il presidente Maurizio Zamparini lo reintegra con un comunicato ufficiale nella rosa siciliana. Il 15 maggio 2016 segna in Palermo-Verona 3-2 il suo primo gol (la rete del momentaneo 2-1) con la maglia rosanero all'ultima giornata di campionato, contribuendo così, alla salvezza dei siciliani.

#### Hellas Verona e ritiro
Il 5 settembre 2016 viene ingaggiato, da svincolato, dal Verona, con cui si lega fino al giugno seguente, scegliendo di indossare la maglia numero 16. Il 13 gennaio 2017, dopo aver collezionato nove presenze totali con la squadra veneta (8 in campionato e una in Coppa Italia), rescinde il contratto che lo legava agli Scaligeri.
Il 10 febbraio seguente, giorno del suo trentasettesimo compleanno, annuncia il ritiro dal calcio giocato tramite una lettera pubblicata sul suo profilo Instagram.

#### Nazionale
Ha fatto tutta la trafila delle nazionali giovanili giocando con le formazioni Under-15, Under-16, Under-17 e Under-18, con cui si classifica secondo all'Europeo del 1999. L'anno seguente viene selezionato dall'Under-20 per il Torneo di Tolone del 2000, arrivando al terzo posto finale.
Ha giocato anche con la squadra Under-21 per due anni tra il 2000 e il 2002, anche se ha saltato l'Europeo del 2002 in Svizzera a causa di un infortunio. Nonostante i suoi successi nel club, in particolare durante la sua permanenza al Siviglia, non è mai stato convocato con la Nazionale maggiore.

### Allenatore

#### Gli inizi
Il 1º giugno 2017 diventa il vice di Fulvio Fiorin dell'Ascoli in Serie B in attesa di ottenere il patentino da allenatore. Il 13 giugno intanto inizia il corso a Coverciano da allenatore professionista categoria UEFA A che gli consente di essere allenatore in seconda in Serie A e B. Il 7 settembre supera con esito positivo l'esame di fine corso. Il 21 novembre a seguito di 4 sconfitte consecutive si dimette da vice tecnico dell'Ascoli.
Il 28 dicembre 2017, dopo otto anni, torna al Siviglia come collaboratore di Vincenzo Montella. Nel maggio 2018 firma con il club londinese del West Ham, divenendo così allenatore in seconda di Manuel Pellegrini; nel dicembre 2019, dopo le dimissioni del primo allenatore Manuel Pellegrini, anche lui lascia il ruolo di vice del club londinese.

#### Manchester City e parentesi al Parma
Il 28 agosto 2020 viene ingaggiato dal Manchester City come allenatore della Elite Development Squad, con cui vince la Premier League 2.
Il 27 maggio 2021 viene nominato nuovo tecnico del Parma, appena retrocesso in Serie B. Debutta il 15 agosto nella sconfitta per 1-3 contro il Lecce, gara valida per i trentaduesimi di Coppa Italia. Il 23 novembre successivo, dopo 13 giornate, viene esonerato, lasciando i ducali al quattordicesimo posto in classifica con 17 punti.
Il 5 luglio 2022 fa ritorno al Manchester City, questa volta all'interno dello staff della prima squadra guidata da Pep Guardiola, con il ruolo di collaboratore tecnico. Con i Citizens raggiunge il treble vincendo Premier League, FA Cup e Champions League, quest'ultima in finale contro l'Inter.

#### Leicester City
Il 16 giugno 2023, Maresca viene annunciato come nuovo allenatore del Leicester City, appena retrocesso in Championship, con cui sottoscrive un contratto triennale. Nella sua unica stagione con la squadra del Leicestershire guida la squadra al ritorno immediato in Premier League, conquistando la promozione diretta con due giornate d'anticipo e la vittoria finale del campionato. Il 3 giugno 2024, risolve anticipatamente il contratto che lo legava alle Foxes.

#### Chelsea
Sempre il 3 giugno viene annunciato il suo ingaggio da parte del Chelsea, in Premier League, con cui stipula un contratto quinquennale. Il 18 agosto al debutto in Premier League perde in casa contro i campioni del Manchester City (0-2) mentre quattro giorni più tardi vince la sua prima partita contro il Servette, gara valida per i preliminari di Conference League. Il 25 agosto ottiene anche la sua prima vittoria in campionato contro il Wolverhampton (2-6). Con il 4º posto finale riesce a riportare i blues in Champions League. Il 28 maggio 2025 vince la Conference League, sconfiggendo in finale il Betis per 4-1. Il 13 luglio 2025 conquista il Mondiale per club dopo aver battuto nell'ultimo atto il PSG per 3-0.

## Statistiche

### Presenze e reti nei club
| Stagione             | Squadra              | Campionato           | Campionato | Campionato | Coppe nazionali | Coppe nazionali | Coppe nazionali | Coppe continentali | Coppe continentali | Coppe continentali | Altre coppe | Altre coppe | Altre coppe | Totale | Totale |
| Stagione             | Squadra              | Comp                 | Pres       | Reti       | Comp            | Pres            | Reti            | Comp               | Pres               | Reti               | Comp        | Pres        | Reti        | Pres   | Reti   |
| -------------------- | -------------------- | -------------------- | ---------- | ---------- | --------------- | --------------- | --------------- | ------------------ | ------------------ | ------------------ | ----------- | ----------- | ----------- | ------ | ------ |
| 1998-1999            | West Bromwich        | FD                   | 22         | 2          | FACup+CdL       | 1+0             | 0               | -                  | -                  | -                  | -           | -           | -           | 23     | 2      |
| 1999-gen. 2000       | West Bromwich        | FD                   | 25         | 3          | FACup+CdL       | 1+3             | 0               | -                  | -                  | -                  | -           | -           | -           | 29     | 3      |
| Totale West Bromwich | Totale West Bromwich | Totale West Bromwich | 47         | 5          |                 | 5               | 0               |                    | 0                  | 0                  |             | 0           | 0           | 52     | 5      |
| gen.-giu. 2000       | Juventus             | A                    | 1          | 0          | CI              | -               | -               | CIU+CU             | -+0                | -+0                | -           | -           | -           | 1      | 0      |
| lug.-ott. 2000       | Juventus             | A                    | 0          | 0          | CI              | 0               | 0               | UCL                | 0                  | 0                  | -           | -           | -           | 0      | 0      |
| ott. 2000-2001       | Bologna              | A                    | 23         | 0          | CI              | 0               | 0               | -                  | -                  | -                  | -           | -           | -           | 23     | 0      |
| 2001-2002            | Juventus             | A                    | 16         | 1          | CI              | 4               | 1               | UCL                | 8                  | 0                  | -           | -           | -           | 28     | 2      |
| 2002-2003            | Piacenza             | A                    | 31         | 9          | CI              | 0               | 0               | -                  | -                  | -                  | -           | -           | -           | 31     | 9      |
| 2003-2004            | Juventus             | A                    | 20         | 3          | CI              | 7               | 0               | UCL                | 2                  | 1                  | SI          | 0           | 0           | 29     | 4      |
| Totale Juventus      | Totale Juventus      | Totale Juventus      | 37         | 4          |                 | 11              | 1               |                    | 10                 | 1                  |             | 0           | 0           | 58     | 6      |
| 2004-2005            | Fiorentina           | A                    | 25         | 4          | CI              | 3               | 1               | -                  | -                  | -                  | -           | -           | -           | 28     | 5      |
| 2005-2006            | Siviglia             | PD                   | 29         | 8          | CR              | 2               | 0               | CU                 | 11                 | 3                  | -           | -           | -           | 42     | 11     |
| 2006-2007            | Siviglia             | PD                   | 25         | 2          | CR              | 7               | 1               | CU                 | 7                  | 2                  | SU          | 1           | 1           | 40     | 6      |
| 2007-2008            | Siviglia             | PD                   | 21         | 1          | CR              | 2               | 0               | UCL                | 4                  | 0                  | SS+SU       | 2+1         | 0           | 30     | 1      |
| 2008-2009            | Siviglia             | PD                   | 21         | 2          | CR              | 3               | 1               | CU                 | 5                  | 0                  | -           | -           | -           | 29     | 3      |
| Totale Siviglia      | Totale Siviglia      | Totale Siviglia      | 96         | 13         |                 | 14              | 2               |                    | 27                 | 5                  |             | 4           | 1           | 141    | 21     |
| 2009-2010            | Olympiakos           | SL                   | 20+4       | 4+1        | CG              | 1               | 0               | UCL                | 10                 | 1                  | -           | -           | -           | 35     | 6      |
| lug.-ago. 2010       | Olympiakos           | SL                   | 0          | 0          | CG              | 0               | 0               | UEL                | 4                  | 2                  | -           | -           | -           | 4      | 2      |
| Totale Olympiakos    | Totale Olympiakos    | Totale Olympiakos    | 24         | 5          |                 | 1               | 0               |                    | 14                 | 3                  |             | -           | -           | 39     | 8      |
| dic. 2010-2011       | Málaga               | PD                   | 20         | 2          | CR              | 1               | 0               | -                  | -                  | -                  | -           | -           | -           | 21     | 2      |
| 2011-2012            | Málaga               | PD                   | 19         | 2          | CR              | 1               | 0               | -                  | -                  | -                  | -           | -           | -           | 20     | 2      |
| lug.-ago. 2012       | Málaga               | PD                   | 0          | 0          | CR              | -               | -               | UCL                | 1                  | 0                  | -           | -           | -           | 1      | 0      |
| Totale Málaga        | Totale Málaga        | Totale Málaga        | 39         | 4          |                 | 2               | 0               |                    | 1                  | 0                  |             | 0           | 0           | 42     | 4      |
| ago. 2012-2013       | Sampdoria            | A                    | 16         | 3          | CI              | 0               | 0               | -                  | -                  | -                  | -           | -           | -           | 16     | 3      |
| 2013-gen. 2014       | Sampdoria            | A                    | 1          | 0          | CI              | 2               | 0               | -                  | -                  | -                  | -           | -           | -           | 3      | 0      |
| Totale Sampdoria     | Totale Sampdoria     | Totale Sampdoria     | 17         | 3          |                 | 2               | 0               |                    | 0                  | 0                  |             | 0           | 0           | 19     | 3      |
| gen.-giu. 2014       | Palermo              | B                    | 13         | 0          | CI              | -               | -               | -                  | -                  | -                  | -           | -           | -           | 13     | 0      |
| 2014-2015            | Palermo              | A                    | 19         | 0          | CI              | 1               | 0               | -                  | -                  | -                  | -           | -           | -           | 20     | 0      |
| 2015-2016            | Palermo              | A                    | 15         | 1          | CI              | 1               | 0               | -                  | -                  | -                  | -           | -           | -           | 16     | 1      |
| Totale Palermo       | Totale Palermo       | Totale Palermo       | 47         | 1          |                 | 2               | 0               |                    | 0                  | 0                  |             | 0           | 0           | 49     | 1      |
| set. 2016-gen. 2017  | Verona               | B                    | 8          | 0          | CI              | 1               | 0               | -                  | -                  | -                  | -           | -           | -           | 9      | 0      |
| Totale carriera      | Totale carriera      | Totale carriera      | 394        | 48         |                 | 36              | 4               |                    | 51                 | 9                  |             | 4           | 1           | 490    | 62     |

### Cronologia presenze e reti in nazionale
| Cronologia completa delle presenze e delle reti in nazionale ― Italia under 21 | Cronologia completa delle presenze e delle reti in nazionale ― Italia under 21 | Cronologia completa delle presenze e delle reti in nazionale ― Italia under 21 | Cronologia completa delle presenze e delle reti in nazionale ― Italia under 21 | Cronologia completa delle presenze e delle reti in nazionale ― Italia under 21 | Cronologia completa delle presenze e delle reti in nazionale ― Italia under 21 | Cronologia completa delle presenze e delle reti in nazionale ― Italia under 21 | Cronologia completa delle presenze e delle reti in nazionale ― Italia under 21 |
| Data                                                                           | Città                                                                          | In casa                                                                        | Risultato                                                                      | Ospiti                                                                         | Competizione                                                                   | Reti                                                                           | Note                                                                           |
| ------------------------------------------------------------------------------ | ------------------------------------------------------------------------------ | ------------------------------------------------------------------------------ | ------------------------------------------------------------------------------ | ------------------------------------------------------------------------------ | ------------------------------------------------------------------------------ | ------------------------------------------------------------------------------ | ------------------------------------------------------------------------------ |
| 28-3-2000                                                                      | Terrassa                                                                       | Spagna under 21                                                                | 3 – 0                                                                          | Italia under 21                                                                | Amichevole                                                                     | -                                                                              | 80’                                                                            |
| 16-8-2000                                                                      | Pescara                                                                        | Italia under 21                                                                | 2 – 0                                                                          | Messico under 21                                                               | Amichevole                                                                     | -                                                                              | 68’                                                                            |
| 6-10-2000                                                                      | Vercelli                                                                       | Italia under 21                                                                | 1 – 1                                                                          | Romania under 21                                                               | Qual. Europeo Under-21 2002                                                    | 1                                                                              | 80’                                                                            |
| 10-10-2000                                                                     | Fermo                                                                          | Italia under 21                                                                | 3 – 2                                                                          | Georgia under 21                                                               | Qual. Europeo Under-21 2002                                                    | 1                                                                              |                                                                                |
| 17-1-2001                                                                      | San Benedetto del Tronto                                                       | Italia under 21                                                                | 5 – 0                                                                          | Slovenia under 21                                                              | Amichevole                                                                     | -                                                                              | 65’                                                                            |
| 27-2-2001                                                                      | Livorno                                                                        | Italia under 21                                                                | 4 – 1                                                                          | Austria under 21                                                               | Amichevole                                                                     | -                                                                              | 62’                                                                            |
| 23-3-2001                                                                      | Bucarest                                                                       | Romania under 21                                                               | 0 – 1                                                                          | Italia under 21                                                                | Qual. Europeo Under-21 2002                                                    | -                                                                              |                                                                                |
| 27-3-2001                                                                      | Treviso                                                                        | Italia under 21                                                                | 1 – 0                                                                          | Lituania under 21                                                              | Qual. Europeo Under-21 2002                                                    | -                                                                              |                                                                                |
| 24-4-2001                                                                      | Empoli                                                                         | Italia under 21                                                                | 2 – 0                                                                          | Bielorussia under 21                                                           | Amichevole                                                                     | -                                                                              |                                                                                |
| 15-8-2001                                                                      | Rimini                                                                         | Italia under 21                                                                | 1 – 1                                                                          | Jugoslavia under 21                                                            | Amichevole                                                                     | -                                                                              |                                                                                |
| 31-8-2001                                                                      | Siauliai                                                                       | Lituania under 21                                                              | 0 – 3                                                                          | Italia under 21                                                                | Qual. Europeo Under-21 2002                                                    | -                                                                              |                                                                                |
| 10-11-2001                                                                     | Varsavia                                                                       | Polonia under 21                                                               | 2 – 5                                                                          | Italia under 21                                                                | Qual. Europeo Under-21 2002                                                    | -                                                                              |                                                                                |
| 14-11-2001                                                                     | Reggio Calabria                                                                | Italia under 21                                                                | 0 – 0                                                                          | Polonia under 21                                                               | Qual. Europeo Under-21 2002                                                    | -                                                                              |                                                                                |
| 12-2-2002                                                                      | Messina                                                                        | Italia under 21                                                                | 2 – 0                                                                          | Stati Uniti under 21                                                           | Amichevole                                                                     | -                                                                              | 68’                                                                            |
| 26-3-2002                                                                      | Bradford                                                                       | Inghilterra under 21                                                           | 1 – 1                                                                          | Italia under 21                                                                | Amichevole                                                                     | -                                                                              |                                                                                |
| Totale                                                                         |                                                                                | Presenze                                                                       | 15                                                                             |                                                                                | Reti                                                                           | 2                                                                              |                                                                                |

### Statistiche da allenatore
Statistiche aggiornate al 13 luglio 2025. In grassetto le competizioni vinte.
| Stagione        | Squadra         | Campionato      | Campionato | Campionato | Campionato | Campionato | Coppe nazionali | Coppe nazionali | Coppe nazionali | Coppe nazionali | Coppe nazionali | Coppe continentali | Coppe continentali | Coppe continentali | Coppe continentali | Coppe continentali | Altre coppe | Altre coppe | Altre coppe | Altre coppe | Altre coppe | Totale | Totale | Totale | Totale | % Vittorie | Piazzamento |
| Stagione        | Squadra         | Comp            | G          | V          | N          | P          | Comp            | G               | V               | N               | P               | Comp               | G                  | V                  | N                  | P                  | Comp        | G           | V           | N           | P           | G      | V      | N      | P      | %          | Piazzamento |
| --------------- | --------------- | --------------- | ---------- | ---------- | ---------- | ---------- | --------------- | --------------- | --------------- | --------------- | --------------- | ------------------ | ------------------ | ------------------ | ------------------ | ------------------ | ----------- | ----------- | ----------- | ----------- | ----------- | ------ | ------ | ------ | ------ | ---------- | ----------- |
| lug.-nov. 2021  | Parma           | B               | 13         | 4          | 5          | 4          | CI              | 1               | 0               | 0               | 1               | -                  | -                  | -                  | -                  | -                  | -           | -           | -           | -           | -           | 14     | 4      | 5      | 5      | 28,57      | Eson.       |
| 2023-2024       | Leicester City  | FLC             | 46         | 31         | 4          | 11         | FACup+CdL       | 4+3             | 3+2             | 0+0             | 1+1             | -                  | -                  | -                  | -                  | -                  | -           | -           | -           | -           | -           | 53     | 36     | 4      | 13     | 67,92      | 1º (prom.)  |
| 2024-2025       | Chelsea         | PL              | 38         | 20         | 9          | 9          | FACup+CdL       | 2+2             | 1+1             | 0+0             | 1+1             | UECL               | 15                 | 13                 | 0                  | 2                  | Cmc         | 7           | 6           | 0           | 1           | 64     | 41     | 9      | 14     | 64,06      | 4º          |
| 2025-2026       | Chelsea         | PL              | 0          | 0          | 0          | 0          | FACup+CdL       | 0+0             | 0+0             | 0+0             | 0+0             | UCL                | 0                  | 0                  | 0                  | 0                  | -           | -           | -           | -           | -           | 0      | 0      | 0      | 0      | —          | in corso    |
| Totale Chelsea  | Totale Chelsea  | Totale Chelsea  | 38         | 20         | 9          | 9          |                 | 4               | 2               | 0               | 2               |                    | 15                 | 13                 | 0                  | 2                  |             | 7           | 6           | 0           | 1           | 64     | 41     | 9      | 14     | 64,06      |             |
| Totale carriera | Totale carriera | Totale carriera | 97         | 55         | 18         | 24         |                 | 12              | 7               | 0               | 5               |                    | 15                 | 13                 | 0                  | 2                  |             | 7           | 6           | 0           | 1           | 131    | 81     | 18     | 32     | 61,83      |             |

## Palmarès

### Giocatore

#### Competizioni nazionali
- Campionato italiano: 1

Juventus: 2001-2002
- Supercoppa italiana: 1

Juventus: 2003
- Coppa di Spagna: 1

Siviglia: 2006-2007
- Supercoppa di Spagna: 1

Siviglia: 2007
- Campionato italiano di Serie B: 1

Palermo: 2013-2014

#### Competizioni internazionali
- Coppa UEFA: 2

Siviglia: 2005-2006, 2006-2007
- Supercoppa UEFA: 1

Siviglia: 2006

### Allenatore

#### Competizioni giovanili
- Premier League 2: 1

Manchester City U-23: 2020-2021

#### Competizioni nazionali
- Football League Championship: 1

Leicester City: 2023-2024

#### Competizioni internazionali
- UEFA Conference League: 1  (record condiviso con José Mourinho, David Moyes e José Luis Mendilibar)

Chelsea: 2024-2025
- Coppa del mondo per club FIFA: 1

Chelsea: 2025